# Булгарограсо
Булгарограсо (итал. Bulgarograsso) је насеље у Италији у округу Комо, региону Ломбардија.
Према процени из 2011. у насељу је живело 3794 становника. Насеље се налази на надморској висини од 319 м.

## Становништво
| 1936. | 1951. | 1961. | 1971. | 1981. | 1991. | 2001. | 2011. |
| ----- | ----- | ----- | ----- | ----- | ----- | ----- | ----- |
| 1.379 | 1.455 | 1.721 | 2.107 | 2.342 | 2.691 | 2.989 | 3.883 |